# Juni Palmgren
Juni Palmgren, född 1949, är en finsk-svensk epidemiolog och matematiker. Hon är sedan 1997 professor i biostatistik vid Stockholms universitet och sedan 1999 gästprofessor i samma ämne vid Karolinska Institutet. Hon invaldes 2007 som ledamot av Ingenjörsvetenskapsakademien och utnämndes samma år till hedersdoktor vid Karolinska institutet.